# Perla (telenovela)
Perla (trad.: Pérola) é uma telenovela mexicana exibida pela Azteca e produzida por José Ambris e José Manuel Castellanos em 1998. 
É um remake da novela argentina Perla negra, produzida em 1994.
Foi protagonizada por Silvia Navarro e Leonardo García com antagonização de Gina Romand.

## Elenco
- Silvia Navarro - Perla/Julieta
- Leonardo García - Roberto Valderrama
- Gina Romand - Mercedes Vda. de Santiago
- Gabriela Hassel - Rosenda Santiago
- Andrés García Jr. - Junior
- Jorge Lavat - César
- Rodolfo Arias - Pablo
- Roberto Medina - Octavio
- Irma Infante - Patricia
- Miguel Couturier - Alberto
- Mauricio Ferrari - Enrique
- Carmen Areu - Otilia
- Rodrigo Cachero - Alexis
- José Ramón Escoriza - Felipe
- Karla Llanos - Julieta
- Cristina Alatorre - Jazmín
- Hugo Albores - El Gañán
- Ninel Conde
- Mark Tacher
- Víctor González - Hugo
- Gerardo Acuña - Bernardo
- Eugenio Montessoro - Julio Alcántara
- Vanessa Acosta - Gina
- Simone Victoria - Tońa
- Lucía Muñoz - Adriana
- María Rebeca - Matilde
- Daniela Garmendia - Josefina
- Javier Guerrero - Médico
- Dieter Koll - Marco
- Miguel Manzano Jr. - Germán
- Socorro Miranda - Mónica
- Roberto Carrera - Héctor
- Eduardo Muñoz - Enriquito
- Flavio Peniche - Evaro
- Palmira Pérez - Mariana
- Ana María Rebell - Rosa
- Karla Rico - Recepcionista
- Maribel Rodríguez - Cristina
- Paloma Woolrich - Srita. Eugenia